# Carsoli
Carsoli és una comune italiana de la província de  L'Aquila, regió dels Abruços, amb 5481 habitants.
Brittoli limita amb els municipis de: Collalto Sabino, Nespolo, Oricola, Pereto, Pescorocchiano, Sante Marie, Tagliacozzo, Turania i Vivaro Romano.